# Tsunami
 For alternative betydninger, se Tsunami (flertydig). (Se også artikler, som begynder med Tsunami)
En tsunami eller tsunamibølge (jap. 津波, havnebølge; fra 津 tsu, havn, og 波 nami, bølge) er en havbølge, som på dybt vand udbreder sig med op til ca. 700 km/t og på overfladen har en svag vand/luft-bølge på måske 0,5 meters højde. Den er derfor ufarlig på dybt vand. Denne svage bølge kaldes af mange fejlagtigt for en tidevandsbølge, men dens oprindelse har dog intet med den daglige vekslen mellem høj- og lavvande at gøre. De bliver heller ikke fremkaldt af vinden og må ikke forveksles med såkaldte monsterbølger. Tsunamier bliver overvejende udløst af undersøiske jordskælv. Der er en skala for, hvor voldsom en tsunami kan være. Skalaen går op til 10, og der er aldrig været en tsunami, der har ramt 10 på skalaen. Der er mange, der kalder skalaen for flimatushi, som er et andet ord for havnebølge (津波)
På åbent hav kan det være svært overhovedet at opdage en tsunami, men i nærheden af kysten kan kraftige tsunamier skabe omfattende naturkatastrofer med store materielle og menneskelige omkostninger. En tsunami kan lægge hele kyststrækninger øde.
En speciel form for tsunamibølger er meteotsunamier, dannet af meteorologiske processer.

## Etymologi
Ordet tsunami: havnebølge blev dannet af japanske fiskere, der vendte tilbage fra fiskeri og fandt alt ødelagt i havnen, selv om de hverken havde set eller mærket en bølge på åbent hav. Det skyldes, at Japan har en stejl havkystlinje. Kæmpebølgerne opbygges, kort før de når stranden og slår over molen ind i havnen, hvor de ødelægger alt.

## Oprindelse
Omkring 86 % af alle tsunamier bliver fremkaldt af undersøiske jordskælv, de resterende opstår ved pludselig fortrængning af store vandmasser, dette kan skyldes vulkanudbrud, kystnære bjergskred, turbiditstrømme, eller meteornedslag i havet.
Tsunamier optræder for 79 % vedkommende i Stillehavet: På randen af Stillehavet i subduktionszonen for Ildringen forskyder tektoniske plader i jordskorpen sig ind over hinanden, hvilket fremkalder såvel vulkanaktivitet som hav- og jordskælv.
Et jordskælv kan kun fremkalde en tsunami, når alle følgende tre betingelser er opfyldt:
- Det har styrke 7 eller mere på Richterskalaen.
- Dets hypocentrum ligger nær jordoverfladen eller på havbunden.
- Det fremkalder en lodret forskydning af havbunden, der sætter vandsøjlen ovenover i bevægelse.

Kun en procent af jordskælvene mellem 1860 og 1948 fremkaldte målbare tsunamier. Men da vandet overfører energien mere effektivt, fremkaldes der større skader end ved et jordskælv af sammenlignelig størrelse på landjorden.
Der er også den mulighed, at et mindre jordskælv udløser et undersøisk skred, som skaber en tsunami.

## Udbredelse
På dybt vand er tsunamiens energi konstant og en funktion af dens højde og hastighed. Derfor vil bølgens højde øges, når den kommer tæt på land, mens hastigheden mindskes. En tsunami har en meget lang bølgelængde på ca. 100 km. En bølges hastighed på lav dybde er {\displaystyle {\sqrt {gd}}}, hvor {\displaystyle g} er tyngdeaccelerationen og {\displaystyle d} er vanddybden.
Når tsunamien rammer kyster, sænkes hastigheden fra de mange kilometer i timen (eller over 100 km/t) til omkring 50 km/t, og havbølgen rejser sig og bliver til en flodbølge på op til 30 meters højde (rekorden er 85 meter 24. april 1971 i nærheden af den japanske ø Ishigaki).
Både kystens form over og under vandlinjen, herunder odder og bugter i området, har stor betydning for, hvor langt en tsunamibølge trænger ind i landet. Fx kan en tsunami i en fjord opkoncentreres endnu mere og kan her blive op til 524 meter høj.
Da tsunamien er en bølge, dannes der normalt en bølgedal foran bølgen, når den kommer ind på lavt vand. Derfor vil vandet ofte trække sig tilbage, kort før tsunamien slår til.
Bølgedalen fortsætter frem med høj hastighed, selvom selve tsunami-bølgen bliver opbremset af det lave vand. Jo mere og jo længere vandet løber væk, jo mere vand rummer bølgen. Selvom havbunden ikke bliver blotlagt, ændres trykket i havbunden, så at der frigøres metan, som får vandet til at boble og skumme hvidt.

## Forebyggelse
Det viser sig at mangroveskove og kystnære skove yder en rimelig mindskelse af tsunamiers ødelæggelser.

## De største tsunamier
21. århundrede
- 11. marts 2011: Jordskælvet ved Sendai 2011. Et undersøisk jordskælv ud for den japanske by Sendai forårsagede en tsunami, der skyllede ind over den japanske kyst med store ødelæggelser til følge. 15.883 døde som følge af jordskælv og tsunami. Selv inde i Sognefjorden så langt borte som Norge kunne man se eftervirkninger af skælvet. [4]
- 17. juli 2006: Et undersøisk jordskælv ved den indonesiske ø Java udløste en tsunami. Over 700 mistede livet.
- 26. december 2004: Jordskælvet i Det Indiske Ocean 2004. Under et undersøisk jordskælv i det Indiske Ocean (3° 33' nord, 95° 8' øst) ved øen Sumatra blev der målt svingninger på Richterskalaen op til 9,3. Det regnes for det fjerde- eller femtestørste udsving, der er målt, og resulterede i en af de værste tsunami-katastrofer i historien. [5]Mindst 231.000 mennesker (december 2004) i otte asiatiske lande (Indonesien/Sumatra, Sri Lanka, Indien, Thailand, Myanmar, Maldiverne, Malaysia og Bangladesh) blev dræbt. Tsunamibølgen nåede også de flere tusinde kilometer til Øst- og Sydafrika, hvor der meldtes om ofre fra Somalia, Tanzania, Kenya, Sydafrika, Madagaskar og Seychellerne.

20. århundrede
- 17. juli 1998: På nordkysten af Papua Ny Guinea blev 2.000 mennesker dræbt af en flodbølge udløst af et jordskælv.
- 2. september 1992: På stillehavskysten i Nicaragua mistede næsten 180 mennesker livet, da en 10 meter høj flodbølge ramte land. Tsunamien var udløst af et jordskælv 120 kilometer fra kysten.
- 1. september 1923: Det Store Kantou-jordskælv forårsagede en op til 10 meter høj flodbølge i Sagamibugten. Mindst 150 mennesker omkom som direkte konsekvens af tsunamien.

18. århundrede
- 1. november 1755: Jordskælvet i Lissabon udløste en tsunami med 20 meter høje bølger, der forårsagede store skader i Lissabon-havn. Tsunamien ramte også Cornwalls kyst ca. 1.600 kilometer fra Lissabon, blandt andet blev Penzance ramt af en knap tre meter høj flodbølge. [6]
- 4. april 1771: Den såkaldte Yaeyama-tsunami ramte Yaeyama-øerne i Okinawa i Japan. Omkring 12.000 mennesker omkom.

17. århundrede
- 26. januar 1700: Cascadia-jordskælvet udløste en tsunami, der ramte Japan.

## I Danmark og Nordeuropa
På grund af den lave jordskælvsrisiko og den forholdsvis lavvandede Nordsø er risikoen for tsunamier ikke stor i Danmark, men der forekommer usædvanlige bølger. Den største risiko i Nordatlanten menes at være fra skred af undersøiske vulkankegler eller bevægelser langs forkastningen ved den Iberiske Halvø.
Storegga-skreddet omkring år 6200 f.v.t. var et undersøisk jordskred ved den norske kontinentalskrænt ud for Møre. Man har undersøgt sedimenter og fossiler af havdyr, som tsunamien skyllede op på land, og fastslået højden til 20 meter på Shetland, 6-10 meter på Færøerne, 9-11 meter nær Sula, 6-7 meter nær Trondhjem, 3-4 meter nær Bergen og 3-6 meter i Skotland.
I Tafjord på Søndmøre skete der den 7. april 1934 en af de største naturkatastrofer i Norges historie, da en klippeblok faldt 730 meter ned i fjorden og skabte op til 64 meter høje bølger. 40 mennesker omkom. I Loen i Nordfjord krævede to skred i 1905 og 1934 henholdsvis 61 og 74 dødsofre, og den sidstnævnte flodbølge var 70 meter høj. Tjelle-skredet i 1756 var formentlig endnu større og skabte bølger op til "50 skridt" over normal vandstand.
Et bjergskred på Kalsø på Færøerne den 19. juni 1953 skabte en stor flodbølge med materiel skade, og en mand var nær druknet.
Et stort fjeldskred på Nuussuaq-halvøen i Grønland i november 2000 skabte en tsunami på begge sider af Vaigat-sundet. Den forladte mineby Qullissat på Disko blev hærget, og i bygden Saqqaq på Nuussuaq ødelagde bølgen flere små både.
Den 17. juni 2017 omkring kl 21:40 skred et stykke fjeld på ca 300 gange 1.100 meter i Karrats Fjorden nord for Uummannaq i Vestgrønland. Bygden Nuugaatsiaq blev hårdt ramt af den efterfølgende tsunami hvor fire mennesker omkom, ni blev kvæstet, heraf to alvorligt og der skete store materielle skader på bygninger og infrastruktur.
Den 5. juni 1858 ramte en flodbølge kysterne omkring Vesterhavet. I Danmark blev den observeret ved Holmsland Klit og Agger Kanal. Vandet anslås af forskellige kilder til at være steget mellem 1½ og 6 meter.
En voldsom bølge ramte den jyske vestkyst fra Blåvandshuk til Thy den 21. juli 1998 mellem klokken 11.30 og 12. Bølgen fik vandstanden til at stige mindst en meter inden for et minut, men ramte op til 3 meter over daglig vande og løb indtil 100 meter op ad stranden, hvor der var mange badegæster. Årsagen er ukendt, men tidspunktet faldt sammen med et pludseligt tordenvejr midt i Nordsøen.

## Fodnoter
1. ↑  World's Tallest Tsunami. A tsunami with a record run-up height of 1720 feet occurred in Lituya Bay, Alaska. Geology.com 2005-2020
2. ↑  Hvem ved bedst? – Danmark
3. ↑  fao.org: CHAPTER 1 PROTECTION FROM TSUNAMIS. Thematic paper: The role of forests and trees in protecting coastal areas against tsunamis Citat: "...Shuto (1987) outlined different ways in which coastal forests may reduce tsunami impact and asserted that a forest is effective for several reasons: 1) it stops driftwood and other flotsam; 2) it reduces water flow velocity and inundation depth; 3) it provides a life-saving snare for people swept off land by a tsunami run-down; and 4) it amasses wind-blown sand and create dunes, which serve as a natural barriers against tsunamis. However, it is important to note that, in the case of a large tsunami, narrow belts of trees or forests may be ineffective in providing protection, and in some cases may even create more damage because of uprooted trees flowing inland. In relation to the 2004 Indian Ocean tsunami, anecdotal feedback and scientific studies indicated that mangroves had saved lives and resources...Plate 1.5 Ikonos imagery before and after the 2006 West Java tsunami shows how vegetation reduced tsunami impact at Pangandaran Beach (source: CRPS www.crips.nus.edu.sg/)...The results of the simulation show that the coastal forest would have mitigated the impact of the 1994 East Java tsunami..."
4. ↑  Sognefjorden begynte å koke av Japan-jordskjelvet
5. ↑  Deep heat may have spawned one of the world’s deadliest tsunamis
6. ↑  Cornwall Tsunami 1755 - NewquayNewquay
7. ↑  Erik Buch m.fl.: Tsunami: Risikovurdering for danske, færøske og grønlandske farvande, Teknisk Rapport 05-08, DMI, 2005